# Gonville and Caius College

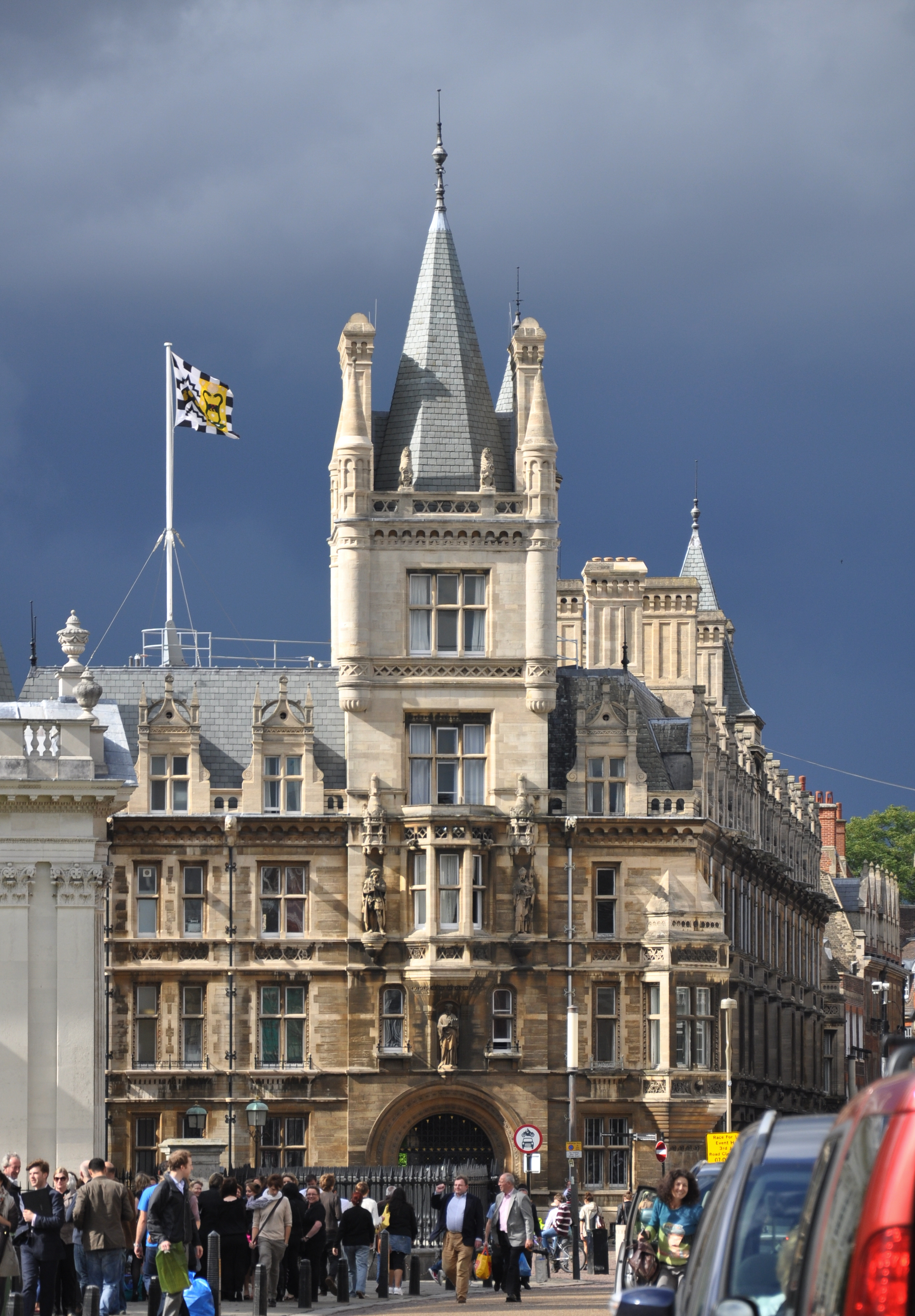
Gonville and Caius College.

Gonville and Caius College (uttal: [kiːz]) är ett college vid Cambridges universitet i England. Colleget grundades 1348 som Gonville Hall med en donation från Edmund Gonville, en jordägare och kunglig ämbetsman i kung Edward III:s tjänst. Det räknar sig därmed som det fjärde äldsta colleget vid universitetet. 1557 återgrundades colleget som Gonville & Caius College med medel från den kungliga livläkaren John Caius. Gonville and Caius College har sedan dess traditionellt varit ett framstående säte för medicinsk och naturvetenskaplig forskning och utbildning. 
Colleget har sammanlagt fjorton nobelpristagare bland sina alumner. Till kända alumner från colleget hör John Caius själv och William Harvey, samt DNA-upptäckaren Francis Crick, fysikern James Chadwick och penicillinets uppfinnare Howard Florey. Astrofysikern Stephen Hawking var också verksam som fellow vid colleget.
Gonville and Caius College är idag ett av de största collegen vid universitetet och ett av de kapitalstarkaste, bland annat genom sitt omfattande fastighetsinnehav i Cambridge.